# IC 4025
IC 4025 је елиптична галаксија у сазвјежђу Береникина коса која се налази на листи објеката дубоког неба у Индекс каталогу.
Деклинација објекта је + 19° 5' 50" а ректасцензија 13h 0m 26,5s. Привидна величина (магнитуда) објекта IC 4025 износи 15,5 а фотографска магнитуда 16,5.